# Horst Jäger (Schriftsteller)
Horst Jäger (* 24. März 1928 in Eisenach; † 30. Dezember 2009 in Meiningen) war ein deutscher Schriftsteller. 

## Leben
Horst Jäger ist der Sohn eines Polizeibeamten und besuchte von 1934 bis 1938 die Volksschule in seiner Heimatstadt und anschließend ein Realgymnasium. In dieser Zeit gab es auch erste Schreibversuche. 1948 legte er sein Abitur ab. 1948/49 begann er ein Studium an der Pädagogischen Fachschule in Eisenach und erhielt die Lehrbefähigung für Russischlehrer. Das angestrebte Germanistikstudium wurde ihm wegen seiner „bürgerlichen Herkunft“ verwehrt.
Jäger verfügte über zahlreiche Kontakte zu Dozenten und Studenten der Freien Universität Berlin. 1951 wurde er durch das Ministerium für Staatssicherheit verhaftet und 1952 zu vier Jahren Zuchthaus und fünf Jahren Sühnemaßnahmen verurteilt. Ihm wurde vorgeworfen, mit der Kampfgruppe gegen Unmenschlichkeit konspiriert zu haben. Es folgte eine Haft in verschiedenen Vollzugsanstalten und im Haftarbeitslager Preschen. Während der Haftzeit wurde das Schreiben und Erzählen eine lebensnotwendige Grunderfahrung. 1954 wurde er aus der Haft entlassen und war zunächst arbeitslos. 1955 arbeitete er als Metallarbeiter, später als kaufmännischer Angestellter.
1956 wurde er nach Aufhebung der „Sühnemaßnahmen“ Lehrer, schloss 1957 extern als Unterstufenlehrer am Institut für Lehrerbildung in Meiningen ab und nahm – in Verbindung mit der Universität Jena – ein Fernstudium als Oberstufenlehrer für deutsche Sprache und Literatur am Pädagogischen Bezirkskabinett Weimar auf, das er 1959 mit dem Staatsexamen abschloss. Danach arbeitete er als Lehrer an der Zentralen Oberschule Henneberg und wurde als Kreisfachberater für Deutsche Sprache und Literatur in die Abteilung Volksbildung beim Rat des Kreises Meiningen berufen. In dieser Zeit war er auch Mitglied der Arbeitsgemeinschaft Junger Autoren, da zwischen 1958 und 1964 seine ersten Kinderbücher entstanden. 1962 erfolgte die Aufnahme in den Schriftstellerverband. 1969 erhielt er nach dreijähriger Ausbildung die Lehrberechtigung für das Fach Englisch. Von 1970 bis 1977 unterrichtete er an der Betriebsschule des VEB Robotron Elektronik Zella-Mehlis Deutsch, Sprachkommunikation und Ästhetik in einer Zweigstelle der Ingenieurschule Eisleben. 1977 erschien der erste  historische Roman. Er schied endgültig aus dem Schuldienst aus und arbeitete als freier Schriftsteller. Jäger, der – wie er meint – ohne die Erfahrung der Haftzeit kaum Schriftsteller geworden wäre, verfasste vor allem historische Romane, die sich durchweg mit der Thüringer Geschichte beschäftigen. In seinen sämtlichen literarischen Arbeiten spiegeln sich die Landschaft und die Mentalität der Menschen Südthüringens wider.
Er starb am 30. Dezember 2009 in Meiningen.

## Auszeichnungen und Ehrungen
- Kunstpreis des FDGB
- 1979: Max-Reger-Preis – Klasse Literatur – des Bezirkes Suhl

## Werke
- Spuren in der Heide. Beinahe eine Kriminalgeschichte. Kinderbuch. Weimar 1959.
- Das Tagebuch im Roten Turm. Erzählung um einen geheimnisvollen Fund. Kinderbuch. Weimar 1961.
- Niko wird ein Held. Erzählung um ein nächtliches Ferienerlebnis. Kinderbuch. Weimar 1964.
- Schüsse in den Bergen. Erzählung. Erzählerreihe 219. Berlin 1977.
- Waffen im Mühlwaldtal. Historischer Roman. Berlin 1977.
- Ein Blatt fehlte, Kriminalerzählung. Berlin 1977.
- Das Geheimnis der Hornschuhs. Meridian 77. Historische Erzählung. Berlin 1979.
- Der Wolfgänger. Historischer Roman. Berlin 1980.
- Die Leute im Wildmoor Meridian 86. Historische Erzählung. Berlin 1980.
- Briefe an Doktor Behrendt. Roman um einen Mord. Berlin 1982.
- Treffpunkt Sägemühle. Historischer Roman. Berlin 1984.
- Der zerbrochene Speer. Historischer Roman. Berlin 1984.
- Das geheime Büro. Historischer Roman. Berlin 1990.
- Der zerbrochene Speer. Roman aus der Zeit der Wartburggründung. Hildburghausen 1990.
- Thüringen zwischen Grabfeld und Rhön. Geschichten um Geschichte. Hildburghausen 1990.
- mit Peter Ziegler und Bernhard Nieland: Abseits der großen Städte. 10 Tage durch thüringische Rhön und Grabfeld. Coburg und Hildburghausen 1991.
- Aus frühen Zeiten sagt man … Bilder aus der Geschichte einer Burg und eines Geschlechts. Historienspiel. Erstaufführung 1996.